# National Mall

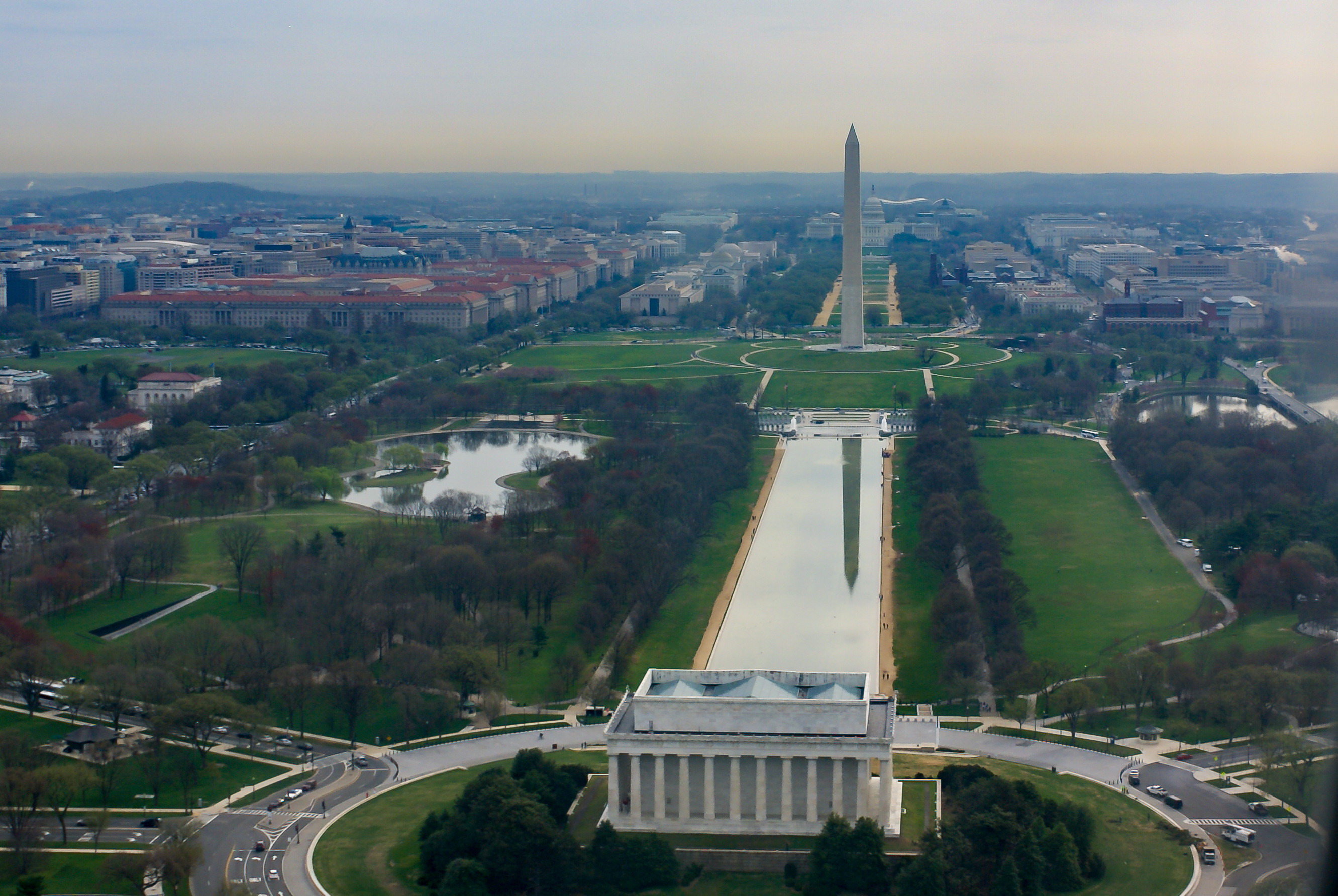
National Mall, na pierwszym planie Mauzoleum Abrahama Lincolna, staw Lincoln Memorial Reflecting Pool, Pomnik Waszyngtona (Washington Monument), w głębi budynek Kongresu

National Mall – obszar chroniony pod opieką National Park Service położony w Waszyngtonie. Oprócz terenów zielonych, znajdują się w nim takie obiekty jak muzea Smithsonian Institution czy pomniki. Należy do najbardziej znanych miejsc tego typu na świecie. 
Formalnie teren parku rozciąga się od pomnika Waszyngtona na wschód, po Kapitol Stanów Zjednoczonych. Niemniej jednak powszechnie przyjmuje się, że należą do niego także tereny wokół niego, włączając część West Potomac Park.
Plany jego powstania sięgają założeń urbanistycznych Francuzów, powstałe około 1791 roku. Zostały one jednak zrealizowane dopiero w XX wieku, co łączyło się z przeniesieniem dworca kolejowego na Union Station. Park był świadkiem licznych demonstracji, związanych np. z propagowaniem walki z rasizmem (1963, 1995). 
Należy do największych atrakcji turystycznych stolicy Stanów Zjednoczonych i odwiedzany jest corocznie przez dziesiątki milionów turystów. Infrastruktura nie jest przystosowana do takiej liczby odwiedzających, dlatego National Park Service w 2006 podjął inicjatywę mającą na celu lepszą konserwację parku w przyszłości (tzw. National Mall Plan).